# 天海

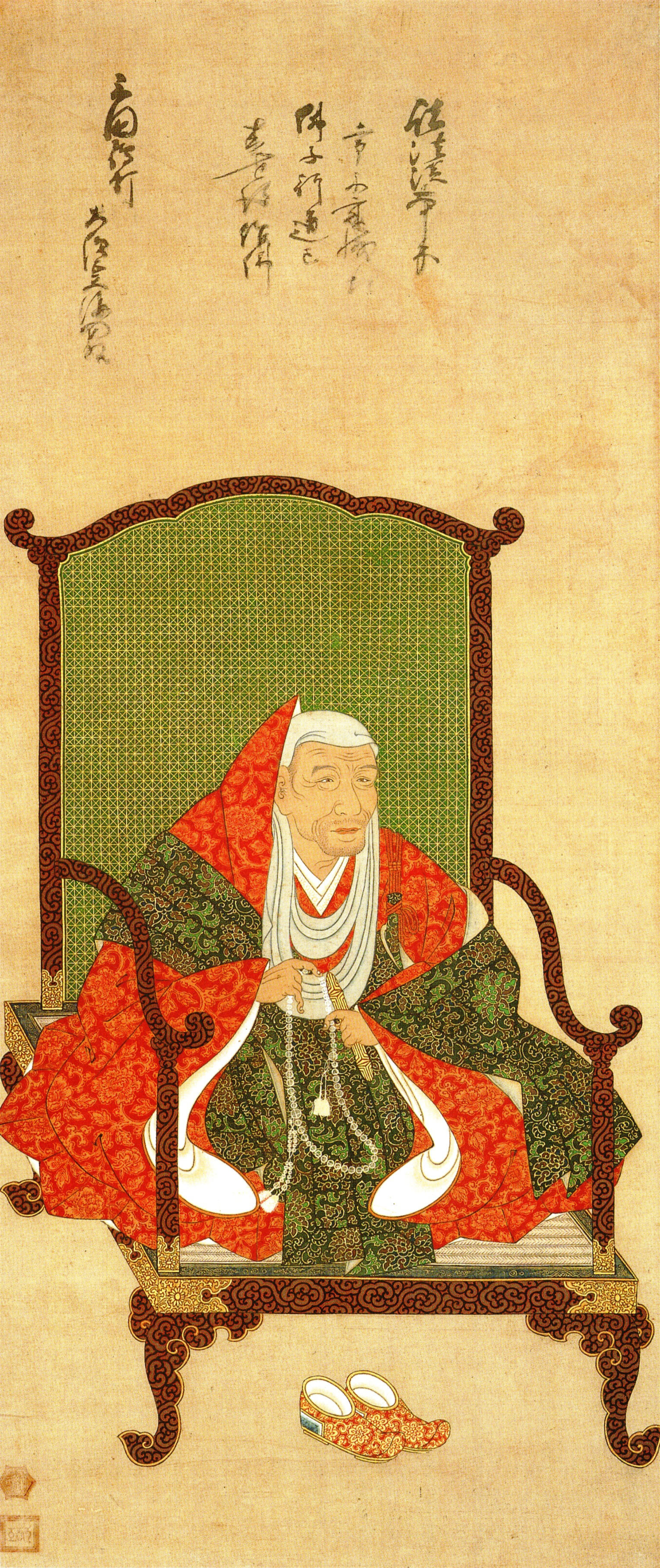
天海

天海（天文5年？ - 寬永20年10月2日，即1536年—1643年11月13日）從安土桃山時代到江戶時代初期的天台宗僧侶，也稱南光坊天海。諡號為慈眼大師。以作為徳川家康的智囊，使家康能夠創設江戶幕府而因此活躍的政治僧侶。

## 生涯

### 天海的出身
依據『東叡山開山慈眼大師縁起』記載，「天海是受封賞陸奧國會津郡高田之鄉的蘆名修理太夫平盛高一族」，出身於來自三浦氏一族的蘆名氏，並生於陸奧國。但關於他的起源卻只表示「俗事讓人白費時光，因此我無論姓氏和出生年都已經忘掉了」，天海自己並未向弟子們告知其出身。另外，也有他是「將軍義澄最小的兒子」，他是足利將軍私生子。以及他是改變模樣而活下來的 明智光秀 等各種說法。
小說家須藤光暉在『大僧正天海』中，整理各文獻的記載後，認為他是蘆名氏女婿船木兵部少輔景光之子。

### 出生年
天海的生年無法有確切的說法，據說他有100歳以上的壽命。
小槻孝亮的日記『孝亮宿祢日次記』中記載天海在寛永9年4月17日(舊曆)（1632年6月4日）在日光東照宮藥師堂擔任法華經萬部供養的導師，天海這時為97歳（虛歲）。據此推測他的出生年為天文5年（1536年），過世時為107歳（虛歲為108歳）。其他還有他出生年為永正7年（1510年）（上杉將士書上），享祿3年（1530年），天文11年（1542年），天文23年（1554年）等各種說法。但這些都是來自信賴度較低的史料。須藤光暉整理有關天海12種出生年說法，認為以天文5年的說法較為妥當。
現在，天海在天文5年（1536年）以出身自會津蘆名氏一族為最普遍的說法，但目前還未成為定說。

### 前半生
在龍興寺出家並自稱為隨風，14歲時向下野國宇都宮粉河寺的皇舜拜師學習天台宗，並在近江國比叡山延曆寺，園城寺，大和國興福寺等地精進學問。元龜2年（1571年），由於織田信長火燒比叡山，加上受到武田信玄招聘而移居到甲斐國。之後，受蘆名盛氏招聘而移居到黑川城（若松城）的稻荷堂，之後居住在上野國長樂寺，最後於天正16年（1588年）移居到武藏國的無量壽寺北院（現在埼玉縣川越市。之後的喜多院），並自稱為天海。

### 喜多院住持
在他成為德川家康的家臣後，相關事蹟才開始出現。天正16年（1588年）他來到武藏國的無量壽寺北院。這時，他也兼任江戶崎不動院的住持。根據淺草寺的史料紀載，在豐臣秀吉率軍進攻北條家時，天海和淺草寺的住持‧忠豪已經成為家康的幕僚。天海會前往關東的原因，也是因為受到家康的賞識才過去。
在豪海之後，天海擔任北院的住持是慶長4年（1599年）的事。之後作為家康的參謀，由他負責和朝廷談判的工作。慶長12年（1607年）被任命為比叡山探題執行，並居住於南光坊內而復興了延暦寺。但學者辻達也認為天海是在慶長14年（1609年）才受到家康重用。這一年，他也就任權僧正一職。
在慶長17年（1612年）他着手重建無量壽寺北院，並將寺號改名為喜多院，以作為關東天台宗的總本山。慶長18年（1613年）時，從家康那邊受命擔任日光山貫主，並且再興了本坊・光明院。他本人與大阪之戰開端的「方廣寺鐘銘事件」也有很深的關聯。。

### 後半生
元和2年（1616年），病危的家康，以遺囑託付已成為大僧正的天海等人處理有關其葬禮的儀式和廟號的事情。家康死後，以心崇傳和本多正純等人為了以採用哪一種神號而爭辯著。天海主張應作為「權現」，並以來自於天台宗總本山‧延曆寺所生的「山王一實神道」的方式祭拜家康，以心崇傳則主張家康應作為「明神」並以自古以來就流傳下來的「吉田神道」的方式祭拜。但由於無法決定兩方的意見，2代將軍德川秀忠於是詢問天海，天海便答覆稱豐臣秀吉受封豐國大明神的神號之後，豐臣氏卻因此滅亡，因此他認為明神乃屬不祥之神號，於是秀忠決定家康的廟號以「東照大權現」命名，並將家康的遺體從久能山改葬道日光山。
之後天海也繼續侍奉著2代將軍德川秀忠和3代將軍德川家光，寛永元年（1624年）他在忍岡創建寛永寺。之後為了江戶的都市計畫，所以構思以陰陽道和風水為基礎進行規劃及建設以保護江戶。。
紫衣事件中，他多次請求特赦該事件的犯人，並要求赦免大久保忠隣・福島正則・德川忠長等人。這也成為輪王寺宮會提出特赦請求的慣例。此外他還與堀直寄，柳生宗矩等人一起為了澤庵宗彭的赦免而奔走。寛永20年（1643）天海以108歳的高齡過世。5年後，他從朝廷那邊受贈慈眼大師的諡號。
慶安元年（1648年）時、天海所着的『寛永寺版（天海版）大藏經』，在幕府的支援下完成。
其墓所位於現在的栃木縣日光市。

## 關於天海的逸話
天海由於前半生幾乎無任何史料流傳，加上他在當時有著驚人的長壽，並成為受贈大師封號的高僧。此外還是一名學富五車的人物，並能以言簡意賅的方式感悟周圍的人。因此他也有各種逸話流傳下來。

## 天海為明智光秀的傳說
相傳在山崎之戰中，光秀早已離開、沒被殺害，並改姓為南光坊天海、幫助德川家康推翻豐臣秀吉。以下是這傳說的根據：
- 日光東照宮有名身穿明智家桔梗紋的謎之武將雕像存在。
- 日光山輪光寺有處瀑布名叫「明智平」。
- 秀忠的「秀」和家光的「光」，家康後繼者們的名字有著光秀這兩字。
- 歷史記載著光秀死於天正10年（1582年），但是在比叡山飯室谷長壽院旁的不動庭之石燈上，卻刻著感謝光秀布施的「奉寄進　願主光秀　慶長二十年二月十七日」（1615年）。
- 有被認為可能是天海所穿戴過的鎧甲留下
- 天海說服德川家康，讓昔日光秀的家老—齋藤利三的遺子於福（日後的春日局）成為德川家光的奶娘且受到重用。
- 天海過世之後，諡號為慈眼大師，但是在京都府的慈眼寺竟然也同時祭拜著明智光秀的牌位，其表刻著「主一院殿前日州明叟原玄智大居士神儀」，背面刻道「順逆無二門　大道徹心源　五十五年夢　覺來歸一元」，即光秀的辭世詩。
- 東京特別節目（2000年8月6日、TBS系列「日立 世界・不思議発見!」放映）進行了筆跡鑑別，出現「和本人極像，又或者是親近的人」的結果。
- 在方廣寺鐘銘事件與大坂冬之陣中，天海對豐臣家採取趕盡殺絕的主張與計策。

### 反對
雖然如此，現今卻沒有留下確實的證據，而且把他們一生重整的話，將達116歲（記錄為108歲；相較之下，另一派主張天海為光秀女婿－明智秀滿的說法，則在年齡上較為合理），以當時來說不太合理，因此還是沒法確定他們是否同一人。而且也有以下反論：
- 桔梗紋是許多自稱清和源氏出身的武將常使用的，包含山縣昌景跟加藤清正都使用桔梗紋。自稱源氏的德川家在東照宮設置有桔梗紋的雕像並不奇怪。
- 秀忠的「秀」來自豐臣秀吉，家光之名也是以心崇傳所取。
- 天海有僧兵出身的說法，有鎧甲留下也不奇怪。
- 慈眼乃是頗為常用的佛教用語，全日本有約三十座慈眼寺，並非因為天海而來。
- 比叡山的石碑很可能是後世偽造。
- 特別節目的結論其實是說雖然幾個字有一定的相似度，但總體上看，並不是一個人。

## 杜撰的天海
天海為蘆名氏出身説的問題在於它的證據過於牽強。舉例來說、芦名氏的家徽為三浦家的「丸に三引き両」。但是天海所用的家徽（今日在喜多院或上野的兩大師堂都能看見）為「丸に二引き両」和「三宅輪宝」，與蘆名氏有明顯的差別。
而「丸に二引き両」不但為足利氏的家徽，同時在美濃國惠那市的遠山氏也使用這個家徽。另一個「三宅輪宝」家徽，正如字面所示為三河國豐田市的三宅氏的家徽。家徽和姓氏一樣，一般是不會拿和自己沒關係的來使用。況且使用至少兩種和自己出身無關的家徽，就算不是如天海一樣的高僧也會有人如此使用。不過據說天海曾經參觀過1561年在信濃國所發生的第四次川中島之戰。
有出自小說等等的見解，認為天海是足利家第12代將軍足利義晴之子。
另外也有說法說認為天海與本能寺之變中討伐織田信長，之後在山崎之戰中戰死的明智光秀為同一個物（經常有提到說天海在日光的墓地叫做「明智平」的這個地方）。如果天海和光秀為同一人的話，則他應該享年為116歲，以這樣年紀來看則顯得不夠合理，因此也有兩者是相似人物的可能性的說法。曾有電視節目委託專家鑑定天海和光秀的書信筆跡（2000年8月6日、TBS系列「日立 世界・ふしぎ発見!」）。如果依據鑑定結果，天海和光秀顯然是不同人，但兩人的字跡有幾處是相似的，因此據說可因此推定兩人是類似父子般的近親關係。從這裡被認為天海可能是光秀的表弟，所以有傳出天海可能為在本能寺之變中擔任先鋒、而在山崎之戰戰敗後用馬跨越琵琶湖湖上然後在坂本城自殺的明智秀滿（舊名：三宅弥平次）。
此外也有天海死去的年紀為135歲，並且為光秀和秀滿兩人分為兩代扮演天海的見解。

## 登場作品
小說
- 黑衣宰相 天海僧正（大法輪、白井喬二（日语：白井喬二）著）
- 德川家康（講談社、山岡莊八著）
- 甲賀忍法帖（光文社、山田風太郎著）
- 產靈山秘錄（集英社、半村良著）
- 天海（新人物往来社、堀和久（日语：堀和久）著）
- 天海―支撐德川三代的黑衣宰相（PHP研究所、中村晃著）
- 黑衣宰相（文藝春秋、火坂雅志（日语：火坂雅志）著）
- 地之日 天之海（角川書店、內田康夫著）
- 天海的暗號（角川春樹事務所、中見利男著）
- 小說 東照宮（BookWay、柳光人著）

影視劇
- 戰國太平記 真田幸村（1966年、TBS、演：石山健二郎）
- 大奧（1968年、KTV、演：柳永二郎）
- 大久保彥左衛門（日语：大久保彦左衛門 (テレビドラマ)）（1973年、KTV、演：金子信雄）
- 運命峠（日语：運命峠 (1974年のテレビドラマ)）（1974年、KTV、演：吉田義夫）
- 真田幸村的謀略（日语：真田幸村の謀略）（1979年、東映、演：香川良介）
- 大奧（1983年、KTV、演：中村竹彌（日语：中村竹弥））
- 德川家康（1983年、NHK大河劇、演：龍雷太（日语：竜雷太））
- 寬永風雲錄（日语：寛永風雲録 (テレビドラマ)）（1991年、演：小笠原良知）
- 德川家康的秘寶（1992年、ABC、演：津川雅彥）
- 運命峠（1993年、CX、演：中村梅之助（日语：中村梅之助 (4代目)））
- 姬將軍大暴亂（日语：姫将軍大あばれ）（1995年、TX、演：中山昭二）
- 修羅之介斬魔劍（日语：修羅之介斬魔劍#実写映画）（1996年、東北新社、演：隆大介）
- 德川之女（日语：徳川の女）（1997年、TX、演：夏八木勳（日语：夏八木勲））
- 女忍忍法帖 柳生外傳（日语：くノ一忍法帖#くノ一忍法帖_柳生外伝）（1998年、東北新社、演：麿赤兒）
- 葵德川三代（2000年、NHK大河劇、演：金田龍之介）
- 少女殺手阿墨（日语：あずみ (映画)）（2003年、東寶、演：佐藤慶）
- 新影之軍團III 地雷火（日语：新・影の軍団）（2003年、Cinema Paradiso、演：內藤武敏（日语：内藤武敏））
- 少女殺手阿墨：Death or Love（日语：あずみ_(映画)#あずみ2_Death_or_Love）（2005年、東寶、演：神山繁）
- 甲賀忍法帖（2005年、松竹、演：石橋蓮司）
- 天下騷亂〜德川三代的陰謀（日语：天下騒乱〜徳川三代の陰謀）（2006年、TX、演：平野忠彦）
- 麒麟来了（2020年、NHK大河劇、演：长谷川博己）
- 怎么办家康（2023年、NHK大河劇、演：小栗旬）

遊戲
- 戰國BASARA系列
- 甲賀忍法帖
- 柳生忍法帖
- 櫻花大戰
- 鬼武者
- 人中之龍 登場!
- 仁王

漫畫
- 妖怪少爺

## 備註
1. 1 2  .   [2019年8月16日]. （原始内容存档于2019年8月16日）.
2. 1 2  須藤光暉『大僧正天海』冨山房，大正五年。
3. 1 2 3  辻達也『日本の歴史 江戶開府』中公文庫
4. ↑  來自『台徳院殿御実紀』巻廿七「御諱を犯すのみならず，豊臣家の為に当家を呪詛するに似たりといふ事を天海一人御閑室に召れたりし時密々告奉りといふ」

## 關連項目
- 五色不動
- 山王神道